# Magnant
Cet article possède un paronyme, voir Magnan.
Magnant est une commune française, située dans le département de l'Aube en région Grand Est.

## Géographie
| Villy-en-Trodes        |         | Thieffrain        |
| Fralignes Bourguignons | Magnant | Beurey            |
| Bar-sur-Seine          |         | Buxières-sur-Arce |

La commune de Magnant est située à proximité du lac d'Orient

### Topographie
Le cadastre de 1813 cite : Bouchot, Chanet, Cour de Villiers, Dusy, le Foulon, Grande-Borne, voie de Lambry, bois de Magnant, Maladière, les Masures, la Motte, Moulins-à-vents et Vieux-Moulin, Saint-Antoine, Saint-Hilaire et Villiers-le-Bourg au territoire.
Magnant est cité dès le XIIe siècle dans le cartulaire de Molesme.

### Hydrographie
La commune est dans la région hydrographique « la Seine de sa source au confluent de l'Oise (exclu) » au sein du bassin Seine-Normandie. Elle est drainée par la Boderonne et la Boderonne,.
La Boderonne, d'une longueur de 20 km, prend sa source dans la commune de Beurey et se jette  dans la Barse à Montreuil-sur-Barse, après avoir traversé huit communes.

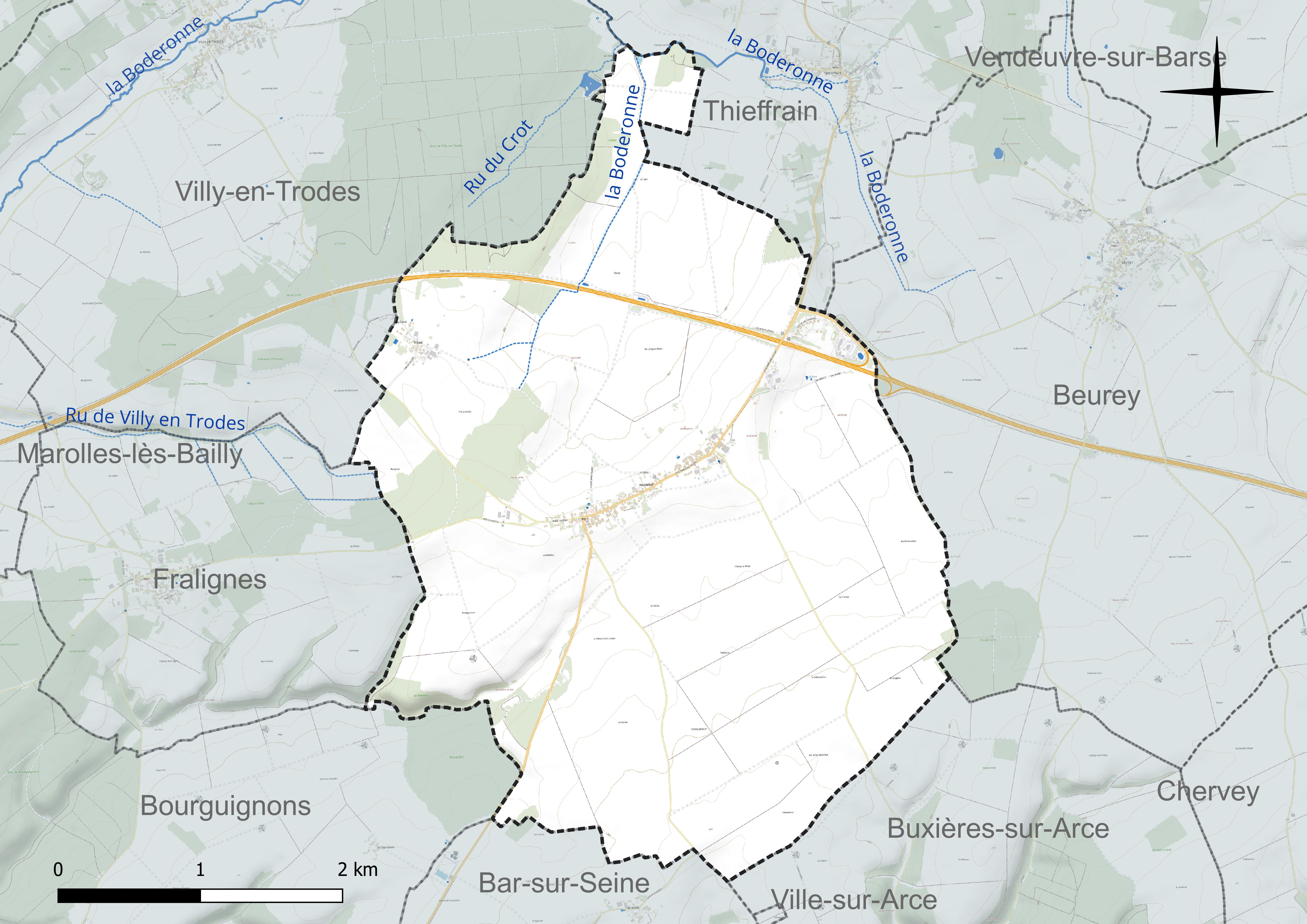
Réseau hydrographique de Magnant.

### Climat
Pour des articles plus généraux, voir Climat du Grand Est et Climat de l'Aube.
En 2010, le climat de la commune est de type climat des marges montargnardes, selon une étude du Centre national de la recherche scientifique s'appuyant sur une série de données couvrant la période 1971-2000. En 2020, Météo-France publie une typologie des climats de la France métropolitaine dans laquelle la commune est exposée à un climat océanique altéré et est dans la région climatique Lorraine, plateau de Langres, Morvan, caractérisée par un hiver rude (1,5 °C), des vents modérés et des brouillards fréquents en automne et hiver.
Pour la période 1971-2000, la température annuelle moyenne est de 10,5 °C, avec une amplitude thermique annuelle de 16,1 °C. Le cumul annuel moyen de précipitations est de 815 mm, avec 11,9 jours de précipitations en janvier et 8,6 jours en juillet. Pour la période 1991-2020, la température moyenne annuelle observée sur la station météorologique de Météo-France la plus proche, « Celles-sur-ource », sur la commune de Celles-sur-Ource à 10 km à vol d'oiseau, est de 11,4 °C et le cumul annuel moyen de précipitations est de 747,2 mm. 
La température maximale relevée sur cette station est de 40,6 °C, atteinte le 25 juillet 2019 ; la température minimale est de −15 °C, atteinte le 1er mars 2005,,.
Les paramètres climatiques de la commune ont été estimés pour le milieu du siècle (2041-2070) selon différents scénarios d'émission de gaz à effet de serre à partir des nouvelles projections climatiques de référence DRIAS-2020. Ils sont consultables sur un site dédié publié par Météo-France en novembre 2022.

## Urbanisme

### Typologie
Au 1er janvier 2024, Magnant est catégorisée commune rurale à habitat dispersé, selon la nouvelle grille communale de densité à 7 niveaux définie par l'Insee en 2022.
Elle est située hors unité urbaine. Par ailleurs la commune fait partie de l'aire d'attraction de Bar-sur-Seine, dont elle est une commune de la couronne,. Cette aire, qui regroupe 7 communes, est catégorisée dans les aires de moins de 50 000 habitants,.

### Occupation des sols
L'occupation des sols de la commune, telle qu'elle ressort de la base de données européenne d’occupation biophysique des sols Corine Land Cover (CLC), est marquée par l'importance des territoires agricoles (88,6 % en 2018), une proportion sensiblement équivalente à celle de 1990 (88 %). La répartition détaillée en 2018 est la suivante : 
terres arables (81,3 %), forêts (8,5 %), prairies (3,8 %), zones agricoles hétérogènes (3,5 %), zones urbanisées (1,7 %), zones industrielles ou commerciales et réseaux de communication (1,2 %). L'évolution de l’occupation des sols de la commune et de ses infrastructures peut être observée sur les différentes représentations cartographiques du territoire : la carte de Cassini (XVIIIe siècle), la carte d'état-major (1820-1866) et les cartes ou photos aériennes de l'IGN pour la période actuelle (1950 à aujourd'hui).

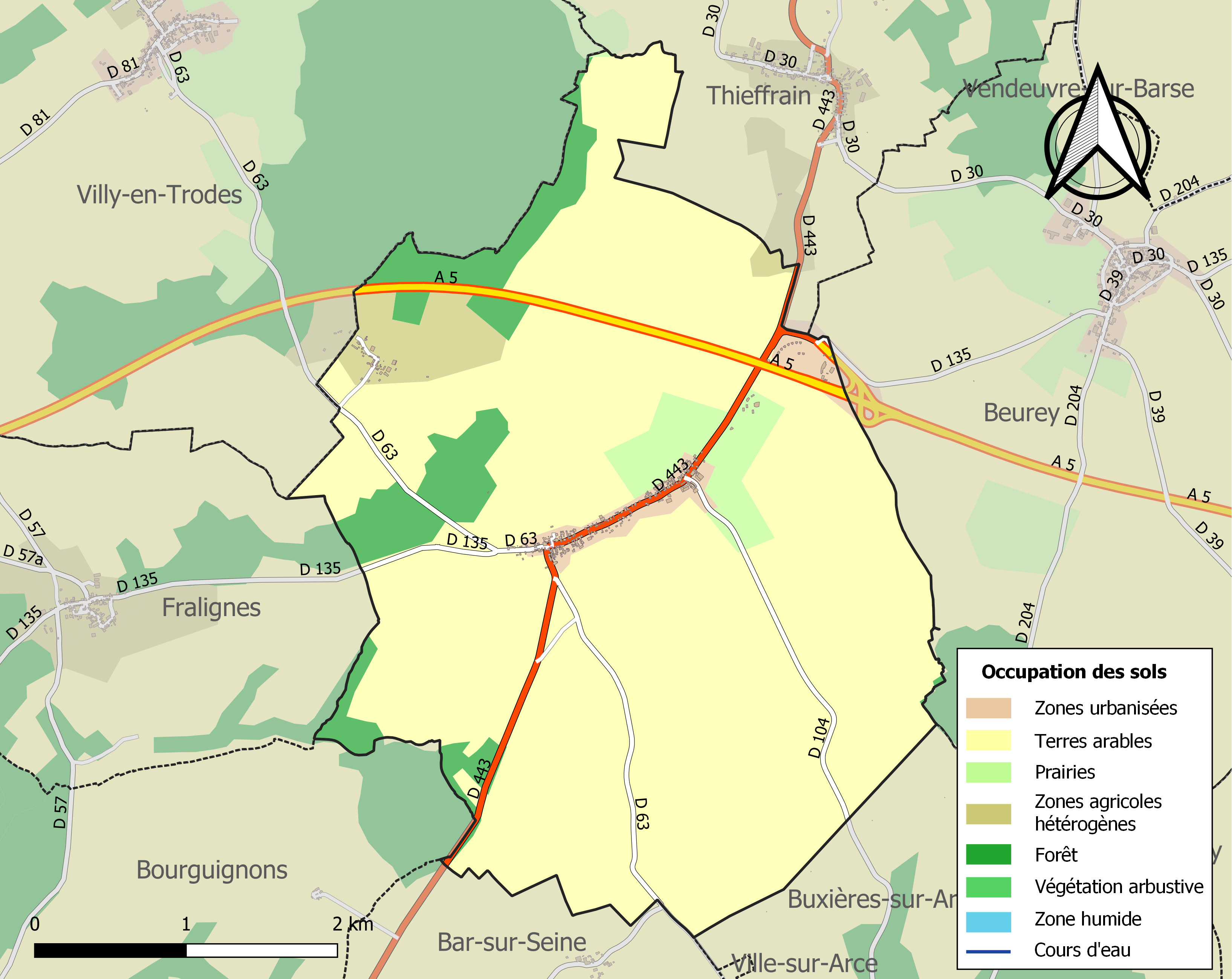
Carte des infrastructures et de l'occupation des sols de la commune en 2018 (CLC).

## Histoire
Le fief relevait de Bars-sur-Seine, cité en 1206 par un acte de transaction entre Milon, comte de Bar et Gui de Jully. EN 1762, Olympe Jubert du Thil était dame de Magnant et l'épouse de César-François, comte de Chastellux. L'abbaye de Montiéramey était seigneur depuis 1178 de tout ou partie de Magnant. En 1789, le village dépendait de l'intendance et de la généralité de Châlons, de l'élection de Bar-sur-Aube et du bailliage de Troyes.
Le général de Gaulle est venu à Magnant le 27 avril 1963, Magnant est la commune où le maréchal Leclerc a été blessé durant la guerre.

## Politique et administration
Entre le 29 janvier et le 29 novembre 1790, Magnant était au canton de Marolles-les-Bailly puis au canton de Bar jusqu'en l'an X.
| Période                                  | Période  | Identité               | Étiquette | Qualité     |
| ---------------------------------------- | -------- | ---------------------- | --------- | ----------- |
| mars 2001                                | 2008     | M. Jean-Claude Marisy  |           |             |
| mars 2008                                | 2014     | Mme Lucille Coquerelle |           |             |
| mars 2014                                | mai 2020 | M. Dominique Marisy    | DVD       | Agriculteur |
| mai 2020                                 | En cours | Francine Bonzano       |           |             |
| Les données manquantes sont à compléter. |          |                        |           |             |

## Démographie
L'évolution du nombre d'habitants est connue à travers les recensements de la population effectués dans la commune depuis 1793. Pour les communes de moins de 10 000 habitants, une enquête de recensement portant sur toute la population est réalisée tous les cinq ans, les populations de référence des années intermédiaires étant quant à elles estimées par interpolation ou extrapolation. Pour la commune, le premier recensement exhaustif entrant dans le cadre du nouveau dispositif a été réalisé en 2005.

En 2022, la commune comptait 163 habitants, en évolution de −0,61 % par rapport à 2016 (Aube : +0,7 %, France hors Mayotte : +2,11 %).
| 1793 | 1800 | 1806 | 1821 | 1831 | 1836 | 1841 | 1846 | 1851 |
| ---- | ---- | ---- | ---- | ---- | ---- | ---- | ---- | ---- |
| 438  | 459  | 476  | 456  | 484  | 474  | 479  | 474  | 461  |

| 1856 | 1861 | 1866 | 1872 | 1876 | 1881 | 1886 | 1891 | 1896 |
| ---- | ---- | ---- | ---- | ---- | ---- | ---- | ---- | ---- |
| 508  | 474  | 478  | 422  | 408  | 393  | 394  | 396  | 360  |

| 1901 | 1906 | 1911 | 1921 | 1926 | 1931 | 1936 | 1946 | 1954 |
| ---- | ---- | ---- | ---- | ---- | ---- | ---- | ---- | ---- |
| 389  | 360  | 312  | 285  | 283  | 293  | 248  | 210  | 203  |

| 1962 | 1968 | 1975 | 1982 | 1990 | 1999 | 2005 | 2006 | 2010 |
| ---- | ---- | ---- | ---- | ---- | ---- | ---- | ---- | ---- |
| 222  | 202  | 186  | 149  | 185  | 190  | 180  | 182  | 179  |

| 2015 | 2020 | 2022 | - | - | - | - | - | - |
| ---- | ---- | ---- | - | - | - | - | - | - |
| 165  | 159  | 163  | - | - | - | - | - | - |

## Lieux et monuments
- Église Saint-Julien-l'Hospitalier de Magnant.
- Chapelle Saint-Hilaire de Champs aux Canes.

### Villiers-le-Bourg
Ancien hameau qui est cité en 1154 lorsque Garnier de Vilers est témoin pour un accord avec l'abbaye de Beaulieu. La grange de Villiers apparaît en 1178 dans une bulle d'Alexandre III qui confirme la possession par l'abbaye de Montiéramey. Il dépendait de la Mairie royale de Lusigny. En 1770 le hameau avait vingt maisons et soixante communiants.

### Dusy
Ancien fief de la châtellenie de Bar-sur-Seine cité dès 1338 qui était à l'abbaye de Montiéramey en 1178.

### Cour de Villiers
Aussi noté Villere. Hameau cité en 1386. Une grange de l'abbaye de Montiéramey citée en 1630. En 1847 il y avait cent habitants.